# Deepthi Jeevanji
Deepthi Jeevanji, née le 27 septembre 2003 au Telangana, est une athlète handisport indienne spécialiste du sprint concourant en T20 pour les athlètes ayant un handicap mental. Elle est championne du monde et médaillée de bronze paralympique en 2024.

## Carrière
Deepthu Jeevanji est née dans un petit village du Telangana avec des problèmes cognitifs qui affectent ses capacités de communication et de compréhension. Les villageois conseillent à ses parents de l'abandonner mais ils refusent. Elle est découverte par N. Ramesh à l'âge de 15 ans. À cause de problèmes financiers, ses parents doivent vendre leur parcelle mais grâce à la prime eu après sa médaille d'or aux Jeux para-asiatiques, elle peut la racheter et leur redonner.
Elle fait ses débuts internationaux aux Jeux para-asiatiques de 2022, elle remporte la médaille d'or du 400 m T20 en battant le record d'Asie du 56 s 69. Quelques semaines plus tard, elle remporte l'or du 200 m et 00 m II1 aux Virtus Global Games.
Aux Championnats du monde 2024 à Kobe, Jeevanji améliore le record du monde du 400 m T20 en 55 s 07 pour remporter l'or. L'ancien record était détenu par l'Américaine Breanna Clark en 55 s 12 depuis l'année précédente. Lors des Jeux paralympiques d'été de 2024, elle remporte la médaille de bronze du 400 m T20 en 55 s 82 derrière l'Ukrainienne Yuliia Shuliar (55 s 16) et Aysel Önder (55 s 23).